# Церковь Покрова Пресвятой Богородицы (Железноводск)
Церковь Покрова Пресвятой Богородицы в городе Железноводске Ставропольского края — приходская церковь Минераловодского благочиннического округа Пятигорской и Черкесской епархии Русской православной церкви Московского патриархата.
Престольный день: 14 октября.

## Историческая справка
В 1917 году в центре города Железноводска у Островских ванн был построен каменный храм во имя Покрова Божией Матери. В 1930-е годы с храма сняли кресты и колокола, а помещение приспособили под кинотеатр. В 1936 году здание церкви было разрушено. На его месте теперь сквер с памятником погибшим за установление советской власти в городе.
На современной территории храма располагалось «водяное общество», которое приезжало на Кавказские Минеральные Воды для лечения. Здание было построено в 1912 году архитектором А. И. Кузнецовым. Затем здесь построили здание Новых ванн. Вскоре они закрылись и долгое время бездействовали. В 1996 году ванны были переданы администрацией города под церковь.
Здание переоборудовали, воздвигли крест над куполом. 21 сентября 1996 года, в день Рождества Пресвятой Богородицы, было освящение главного престола.
При приходе действует воскресная школа, проводится духовно-просветительская и благотворительная работа.

## Внешнее и внутреннее убранство
Церковь устроена на втором этаже здания, внешне выделена куполом, поставленным в 2002 году.

## Святыни
- икона Покрова Пресвятой Богородицы (написана примерно в конце XVIII -начале XIX веков)
- Владимирская икона Божией Матери.

Находилась до 1935 года в храме Покрова Пресвятой Богородицы, после разрушения которого её сохранила прихожанка этого храма. Долгое время икона пролежала на чердаке жилого дома. В начале 90-х годов икону нашли и передали в дар храму.
- икона преподобного Феодосия Кавказского с частицей мощей.

## Настоятель
- протоиерей Андрей Бондарчук

## Адрес
357411, Ставропольский край, город Железноводск, улица Лермонтова, 3А. Тел. +7 (87932) 4-40-18.